# 557 (tal)
557 är det naturliga heltal som följer 556 och följs av 558.

## Matematiska egenskaper
- 557 är ett udda tal.
- 557 är ett primtal[1].
- 557 är ett defekt tal.

## Inom vetenskapen
- 557 Violetta, en asteroid.